# Drábsko
Drábsko es un municipio del distrito de Brezno en la región de Banská Bystrica, Eslovaquia, con una población estimada a final del año 2024 de 156 habitantes.
Se encuentra ubicado al noreste de la región, cerca del curso alto del río Hron —un afluente izquierdo del Danubio— y de la frontera con las regiones de Žilina y Prešov.

## Demografía
| Año        | 1994 | 2004     | 2014     | 2024     |
| ---------- | ---- | -------- | -------- | -------- |
| Población  | 274  | 246      | 209      | 156      |
| Diferencia |      | −10,21 % | −15,04 % | −25,35 % |

| Año        | 2023 | 2024    |
| ---------- | ---- | ------- |
| Población  | 161  | 156     |
| Diferencia |      | −3,10 % |